# 2 Рыси
2 Рыси (лат. 2 Lyncis) — белая звезда главной последовательности в созвездии Рыси. Находится на расстоянии около 157 световых лет от Солнца. Звезда видна невооружённым глазом, её видимая звёздная величина 4,45m, она шестая по блеску в созвездии. 2 Рыси — главный компонент затменной двойной системы, затмения вызывают колебания блеска с амплитудой 0,30m. Масса звезды в 2.3 раза больше солнечной, радиус превышает солнечный в 2.2 раза. Светимость в 30 раз мощнее Солнца, температура поверхности составляет 9210 Кельвинов. Приближается к Солнечной системе со скоростью 2,0 км/с. Относится к звёздам пятого Фундаментального каталога (FK5), выбранным для реализации международной небесной системы координат (ICRS).